# کتی بازول
کتی بازول (انگلیسی: Cathy Boswell؛ زادهٔ ۱۰ نوامبر ۱۹۶۲) بازیکن بسکتبال اهل ایالات متحده آمریکا بود.
وی در مسابقات کشوری و بین‌المللی در مجموع برندهٔ ۳ مدال طلا، ۱ مدال نقره، ۱ مدال برنز شده‌است.